# Dicranum camptophyllum
Dicranum camptophyllum är en bladmossart som beskrevs av Kindberg 1897. Dicranum camptophyllum ingår i släktet kvastmossor, och familjen Dicranaceae. Inga underarter finns listade i Catalogue of Life.